# Joegoslavië op de Olympische Zomerspelen 1924
Atleten uit het Koninkrijk Joegoslavië, destijds het "Koninkrijk der Serviërs, Kroaten en Slovenen", namen deel aan de Olympische Zomerspelen 1924 in Parijs, Frankrijk. Voor het eerst werden medailles gewonnen.

## Medailleoverzicht
| Sport  | Olympiër     | Onderdeel                | Medaille |
| ------ | ------------ | ------------------------ | -------- |
| Turnen | Leon Štukelj | rekstok (m)              | Goud     |
| Turnen | Leon Štukelj | individuele meerkamp (m) | Goud     |

## Deelnemers en resultaten
(m) = mannen, (v) = vrouwen 

### Atletiek
| Olympiër          | Discipline       | Resultaat | Prestatie                      |
| ----------------- | ---------------- | --------- | ------------------------------ |
| Stanko Perpar     | 200m (m)         | series    | serie 11: 3de                  |
| Veljko Narančić   | kogelstoten (m)  | series    | kwalificatie: 13de met 13,215m |
| Veljko Narančić   | discuswerpen (m) | series    | kwalificatie: 18de met 37,35m  |
| Aleksa Spahić     | vijfkamp (m)     | DNF       | niet gefinisht                 |
| Peroslav Ferković | tienkamp (m)     | 18e       | 5517,925 punten                |
| Đuro Gašpar       | tienkamp (m)     | DNF       | niet gefinisht                 |

### Paardensport
| Olympiër        | Discipline  | Resultaat | Prestatie    |
| Dressuur        | Dressuur    | Dressuur  | Dressuur     |
| --------------- | ----------- | --------- | ------------ |
| Vladimir Seunig | individueel | 24e       | 167,6 punten |

### Tennis
| Olympiër        | Discipline    | Resultaat | Prestatie                                         |
| --------------- | ------------- | --------- | ------------------------------------------------- |
| Đorđe Dunđerski | enkelspel (m) | 65e       | 1ste ronde: V van GBR Gilbert: 6-8, 1-6, 2-6, 6-2 |

### Turnen
| Olympiër | Discipline               | Resultaat | Prestatie      |
| --- | ------------------------ | --------- | -------------- |
| Leon Štukelj                                                                                                   | rekstok (m)              | Goud      | 19,730 punten  |
| Stane Derganc                                                                                                  | individuele meerkamp (m) | 30e       | 95,293 punten  |
| Stane Hlastan                                                                                                  | individuele meerkamp (m) | 44e       | 81,249 punten  |
| Mihael Oswald                                                                                                  | individuele meerkamp (m) | 36e       | 91,066 punten  |
| Rastko Poljšak                                                                                                 | individuele meerkamp (m) | 45e       | 77,665 punten  |
| Janez Porenta                                                                                                  | individuele meerkamp (m) | 20e       | 100,172 punten |
| Josip Primožič                                                                                                 | individuele meerkamp (m) | 47e       | 77,393 punten  |
| Leon Štukelj                                                                                                   | individuele meerkamp (m) | Goud      | 110,340 punten |
| Stane Žilič | individuele meerkamp (m) | 29e       | 95,523 punten  |
| Leon Štukelj Janez Porenta Stane Žilič Stane Derganc Mihael Oswald Stane Hlastan Rastko Poljšak Josip Primožič | meerkamp team (m)        | 4e        | 762,101 punten |

### Voetbal
| Olympiër | Discipline | Resultaat | Prestatie                      |
| --- | ---------- | --------- | ------------------------------ |
| Dragutin Vrđuka Stjepan Vrbančić Eugen Dasović Marijan Marjanović Rudolf Rupec Janko Rodin Dragutin Babić Dušan Petković Emil Perška Vladimir Vinek Emil Plazzeriano | mannen     | 17e       | 1ste ronde: V van Uruguay: 0-7 |

### Wielersport
| Olympiër                                                 | Discipline            | Resultaat | Prestatie  |
| -------------------------------------------------------- | --------------------- | --------- | ---------- |
| Ðuro Ðukanović                                           | wegwedstrijd (m)      | 35e       | 7:17.23,6  |
| Josip Kosmatin                                           | wegwedstrijd (m)      | 37e       | 7:18.24,0  |
| Koloman Sović                                            | wegwedstrijd (m)      | 41e       | 7:21.35,0  |
| Milan Truban                                             | wegwedstrijd (m)      | 50e       | 7:53.40,0  |
| Ðuro Ðukanović Josip Kosmatin Koloman Sović Milan Truban | wegwedstrijd team (m) | 10e       | 21:57.22,6 |

### Worstelen
| Olympiër        | Discipline     | Resultaat      | Prestatie |
| Grieks-Romeins  | Grieks-Romeins | Grieks-Romeins | Grieks-Romeins |
| --------------- | -------------- | -------------- | --- |
| Nikola Grbić    | -75kg (m)      | 5e             | 1ste ronde: W van SWE Nilsson 2de ronde: W van SUI Veuve 3de ronde: W van LAT Vilciņš 4de ronde: V van FIN Lindfors 5de ronde: W van POL Okulicz-Kozaryn 6de ronde: V van FIN Westerlund |
| Đorđe Dunđerski | -82,5kg (m)    | 12e            | 1ste ronde: V van FIN Pellinen 2de ronde: V van NED Misset |

### Zwemmen
| Olympiër                                               | Discipline            | Resultaat | Prestatie               |
| ------------------------------------------------------ | --------------------- | --------- | ----------------------- |
| Vlado Smokvina                                         | 100m vrije slag (m)   | 23e       | serie 1: 5de in 1.11,6  |
| Đura Sentđerđi                                         | 400m vrije slag (m)   | 22e       | serie 2: 4de in 6.41,4  |
| Atilije Venturini                                      | 400m vrije slag (m)   | 19e       | serie 1: 3de in 6.28,0  |
| Ante Roje                                              | 1500m vrije slag (m)  | DNF       | serie 3: niet gefinisht |
| Ivo Pavelić                                            | 200m schoolslag (m)   | 27e       | serie 4: 6de in 3.28,4  |
| Ivo Arčanin Ante Roje Vlado Smokvina Atilije Venturini | 4x200m vrije slag (m) | 12e       | serie 1: 3de in 12.02,4 |

Argentinië · Australië · België · Brazilië · Brits-Indië · Bulgarije · Canada · Chili · Cuba · Denemarken · Ecuador · Egypte · Estland · Filipijnen · Finland · Frankrijk · Griekenland · Groot-Brittannië · Haïti · Hongarije · Ierland · Italië · Japan · Joegoslavië · Letland · Litouwen · Luxemburg · Mexico · Monaco · Nederland · Nieuw-Zeeland · Noorwegen · Oostenrijk · Polen · Portugal · Roemenië · Spanje · Tsjecho-Slowakije · Turkije · Uruguay · Verenigde Staten · Zuid-Afrika · Zweden · Zwitserland